# Brønderslev Kommune
Brønderslev Kommune ist eine dänische Kommune im nördlichen Jütland. Sie entstand am 1. Januar 2007 im Zuge der Kommunalreform durch Vereinigung der „alten“ Brønderslev Kommune mit der bisherigen Kommune Dronninglund im Nordjyllands Amt. Die Kommune wurde als Brønderslev-Dronninglund Kommune gegründet, änderte jedoch am 18. Januar 2007 ihren Namen in Brønderslev Kommune.
Brønderslev Kommune besitzt eine Gesamtbevölkerung von 36.706 Einwohnern (Stand 1. Januar 2025) und eine Fläche von 633,00 km². Sie ist Teil der Region Nordjylland.

## Kirchspielsgemeinden und Ortschaften in der Kommune
Auf dem Gemeindegebiet liegen die folgenden Kirchspielsgemeinden (dän.: Sogn) und Ortschaften mit über 200 Einwohnern  (byområder (dt.: „Stadtgebiete“) nach Definition der Statistikbehörde); Einwohnerzahl am 1. Januar 2025, bei einer eingetragenen Einwohnerzahl von Null hatte der Ort in der Vergangenheit mehr als 200 Einwohner:
| Sogn                   | Einwohner | Ortschaft         | Einwohner |
| ---------------------- | --------- | ----------------- | --------- |
| Agersted Sogn          | 793       | Agersted          | 535       |
| Aså Sogn               | 1.431     | Asaa              | 1.089     |
| Brønderslev Sogn       | 13.278    | Brønderslev       | 12.946    |
| Dorf Sogn              | 331       |                   |           |
| Dronninglund Sogn      | 5.175     | Dronninglund      | 3.688     |
| Hallund Sogn           | 643       | Hallund           | 275       |
| Hellevad Sogn          | 1.431     | Klokkerholm       | 890       |
| Hellum Sogn            | 288       |                   |           |
| Hjallerup Sogn         | 4.566     | Hjallerup         | 4.509     |
| Jerslev Sogn           | 1.832     | Jerslev           | 859       |
| Melholt Sogn           | 413       |                   |           |
| Mylund Sogn            | 227       |                   |           |
| Serritslev Sogn        | 837       | Serritslev        | 489       |
| Stenum Sogn            | 380       | Stenum            | 230       |
| Tise Sogn              | 926       | Tise              | 247       |
| Tolstrup Sogn          | 340       |                   |           |
| Voer Sogn              | 993       | Flauenskjold      | 661       |
| Ørum Sogn              | 724       |                   |           |
| Øster Brønderslev Sogn | 1.652     | Øster Brønderslev | 972       |
| Øster Hjermitslev Sogn | 397       |                   |           |

## Partnerstädte
Die Brønderslev Kommune unterhält folgende Städtepartnerschaften:
- Schweden: Nässjö
- Norwegen: Eidsberg